# Знак бронетанкових військ
Знак бронетанкових військ — польська військова відомча відзнака, яку вручали солдатам бронетанкових формувань Збройних сил Польщі.

## Історія
3 листопада 1932 р. Міністр військових справ, маршал Польщі Юзеф Пілсудський затвердив "зразок та положення" відзнаки як знак для солдатів бронетанкових формувань.
Значок - це оповита в лати крилата рука, що тримає в руці меч розміщений в шестерні. Виготовлявся знак зі срібла для віщого керівництва та посрібленому варіанті для унтер-офіцерів та рядових. Розроблений  Віктором Гонтарчиком та Станіславом Рейзінгом.
Знак вручався міністром військових справ на прохання  командира бронетанкового формування. У 1930-х роках інформацію було опубліковано у Кадровому журналі Міністерства військових справ :
- № 4 від 19 березня 1933 р. (Символи № 1-242),
- № 13 від 11 листопада 1933 р. (Відмітки 243-602 та 17 почесних знаків, нагороджених польськими солдатами та громадянами),
- № 13 від 11 листопада 1934 р. (Позначки № 645-792 та 50 почесних знаків, нагороджених 13 польськими солдатами та громадянами та 37 офіцерами румунської армії),
- 12 від 11 листопада 1935 р. (Відмітки № 793-931 та 22 почесні знаки, нагороджені офіцерами, цивільними службовцями та цивільним населенням),
- No2 від 11 листопада 1936 р. (Позначки No 934-1008 та 4 почесні знаки, нагороджені польськими інженерами).

Знак наносили на військовій формі, на лівій частині грудей посередині, на один сантиметр над першою лінією ґудзиків. Знак широко використовувався на військових банерах замість номера полку, на вимпелах та нагородних листах, а також пам'ятними значками бронетанкових підрозділів.
Знаком нагороджували всіх солдатів бронетанкових формувань, які в період з 11 листопада 1918 року по 31 жовтня 1920 року служили на фронті не менше 6 місяців або 12 місяців під час війни, а також  курсантам бронетанкових військ, броньованих поїздів або школи унтер-офіцери бронетанкових формувань, солдатам цих формувань які відзначились видатними заслуги у своїх підрозділах. Знак може бути вручений польським або іноземним солдатам, цивільним особам та підрозділам, що заслуговують особливої уваги бронетанкових військ.
Позбавлення знаку було можливе за рішенням Почесного офіцерського суду або в результаті Вироку військового або цивільного суду за ганебні вчинки.